# جیکوب ال. رایت
جیکوب ال. رایت (انگلیسی: Jacob L. Wright؛ زادهٔ) مربی (دانشگاه) اهل ایالات متحده آمریکا است. یک محقق کتاب مقدس است که در حال حاضر به عنوان استاد کتاب مقدس عبری در  دانشگاه اموری خدمت می کند.